# Нути, Франческо
Франче́ско Ну́ти (итал. Francesco Nuti; 17 мая 1955, Флоренция — 12 июня 2023, Рим) — итальянский актёр, кабаретист, сценарист, кинорежиссёр и продюсер. Лауреат кинопремий «Давид ди Донателло» и «Серебряная лента» в категориях «Лучший актёр» и ряда других профессиональных и фестивальных наград и номинаций.

## Биография
Родился 17 мая 1955 года в тосканском городе Прато. Начал свою артистическую карьеру в конце 1970-х годов, создав кабаре-группу I Giancattivi вместе с Алессандро Бенвенути и Атиной Ченчи. Группа приняла участие в телешоу Black Out и Non Stop для телеканала RAI и сняла свой первый фильм «Запад от Дональда Дака» в 1982 году под руководством Бенвенути. 
В следующем году Нути отказался от трио и начал сольную актёрскую карьеру, снявшись в трёх фильмах режиссёра Маурицио Понци: «Мадонна, какая тишина сегодня вечером» (1982), «Я, Кьяра и Хмурый» (1983) и «Я доволен» (1983).
Многие фильмы, которые Нути снял как режиссёр (с 1985 года) и в которых сыграл главные роли, имели большой зрительский и кассовый успех. Он получил ряд престижных кинематографических наград и премий, а в 1988 году даже участвовал как певец в фестивале итальянской песни в Сан-Ремо. Однако начиная с середины 1990-х годов Нути начали преследовать неудачи и он впал в длительную депрессию.
2 сентября 2006 Франческо Нути при не до конца выясненных обстоятельствах упал с лестницы в своём доме, получил серьёзные травмы и впал в кому. После трёх месяцев, проведённых в больнице, к Нути вернулось сознание, но он потерял речь и остался прикованным к инвалидной коляске.
Умер 12 июня 2023 года в возрасте 68 лет.

## Фильмография

### Режиссёр
- 1985: Касабланка, Касабланка | Casablanca, Casablanca (Италия)
- 1985: Во всём виноват Рай | All the Fault of Paradise | Tutta colpa del paradiso (Италия)
- 1987: Околдованные | Bewitched | Stregati (Италия)
- 1998: Синьор 15 шаров | Mr. Fifteen Balls | Signor Quindicipalle, Il (Италия)
- 2000: Я люблю Андреа | Io amo Andrea (Италия)
- 2001: Тинейджеры | Caruso, Zero for Conduct (Италия)

### Роли в кино
- 1959: Идиот | Idiota, L (Италия)
- 1983: Я доволен | I'm Happy | Son contento (Италия) — Франческо
- 1985: Касабланка, Касабланка | Casablanca, Casablanca (Италия) — Франческо
- 1985: Во всём виноват Рай | All the Fault of Paradise | Tutta colpa del paradiso (Италия) — Ромео Казамоника
- 1987: Околдованные | Bewitched | Stregati (Италия) — Лоренцо
- 1998: Синьор 15 шаров | Mr. Fifteen Balls | Signor Quindicipalle, Il (Италия) — Франческо Ди Нарнали
- 2000: Я люблю Андреа | Io amo Andrea (Италия) — Дадо
- 2001: Тинейджеры | Caruso, Zero for Conduct (Италия)

### Сценарист
- 1983: Я доволен | I'm Happy | Son contento (Италия)
- 1985: Касабланка, Касабланка | Casablanca, Casablanca (Италия)
- 1985: Во всём виноват Рай | All the Fault of Paradise | Tutta colpa del paradiso (Италия)
- 1987: Околдованные | Bewitched | Stregati (Италия)
- 1998: Синьор 15 шаров | Mr. Fifteen Balls | Signor Quindicipalle, Il (Италия)
- 2000: Я люблю Андреа | Io amo Andrea (Италия)
- 2001: Тинейджеры | Caruso, Zero for Conduct (Италия)

### Продюсер
- 2000 ─ Я люблю Андреа | Io amo Andrea (Италия)